# Pseudonoorda brunneofusalis
Pseudonoorda brunneofusalis là một loài bướm đêm trong họ Crambidae.